# 利夫 (密西西比州)
利夫（英語：Leaf）是位於美國密西西比州格林縣的普查規定居民點。

## 歷史
利夫的郵局於1874年設立，其後於1986年停運。

## 人口
根據2020年美國人口普查的數據，利夫的面積為3.06平方千米，皆為陸地。當地共有人口62人，而人口密度為每平方千米20.26人。